# Gefahrstoffe – Reinhaltung der Luft
Gefahrstoffe – Reinhaltung der Luft, abgekürzt: Gefahrstoffe – Reinhalt. Luft, ist eine technisch-wissenschaftliche Fachzeitschrift. Sie wird vom Institut für Arbeitsschutz (IFA) der Deutschen Gesetzlichen Unfallversicherung (DGUV), Sankt Augustin, und von der Kommission Reinhaltung der Luft, Düsseldorf, herausgegeben.

## Schwerpunkte
Thematische Schwerpunkte von Gefahrstoffe – Reinhaltung der Luft sind neben der Sicherheitstechnik die Schadstoffentstehung, -ausbreitung, -erfassung, -abscheidung sowie die messtechnische Erfassung von Schadstoffen einschließlich der Probenahme. Die Mehrzahl der Beiträge ist auf Deutsch, es werden jedoch auch englische Artikel abgedruckt. In beiden Fällen ist den Artikeln eine Zusammenfassung sowohl in Deutsch als auch in Englisch vorangestellt. Eine Rezension der Artikel findet durch den Herausgeber statt. Von der Zeitschrift erscheinen im Jahr zwölf Ausgaben in Form von sechs Doppelheften. Sie wird durch die VDI Fachmedien GmbH & Co. KG verlegt.

## Geschichte
Zum 1. Juni 1935 richtete der Verband der deutschen gewerblichen Berufsgenossenschaften eine Abteilung mit dem Namen Staubbekämpungsstelle ein. Im April des darauffolgenden Jahres wurde eine Schriftenreihe mit dem Titel Staub: Veröffentlichungen der Staubbekämpungsstelle beim Verband der deutschen gewerblichen Berufsgenossenschaften gestartet; erster Schriftleiter war der promovierte Ingenieur O. M. Faber, der nach seiner Einberufung im Jahr 1940 durch den promovierten und habilitierten Ingenieur F. Prockat vertreten wurde. Ziel war es, die Arbeitsergebnisse der Staubbekämpfungsstelle den Interessierten zur Kenntnis zu bringen. Mit Veröffentlichung von Heft 21 im November 1944 brach die Schriftenreihe ab und wurde erst im Oktober 1950 mit Heft 22 wieder aufgenommen. Neben der mittlerweile in Staubforschungsinstitut umbenannten und nach Bonn umgesiedelten Staubbekämpfungsstelle war der Fachausschuss Staubtechnik des Vereins deutscher Ingenieure (VDI) für die Schriftenreihe verantwortlich; Schriftleiter war der Diplom-Bergingenieur Arnold Lämmert. Mit dem im Dezember 1957 erschienen Heft 53 wird die Schriftenreihe abgeschlossen; bis zu diesem Zeitpunkt wurden mehr als 300 Originalarbeiten veröffentlicht. Zum Jahresbeginn 1958 wurde die Schriftenreihe in eine monatlich erscheinende Zeitschrift umgewandelt. Die Schriftleitung hatte schon zu Beginn des Vorjahrs August Winkel übernommen. Von 1965 bis 1976 erschienen englischsprachige Lizenzausgaben der Zeitschrift. Zu Beginn des Jahres 1966 wurde der Titel von Staub: Zeitschrift für Staubhygiene, Staubtechnik, Reinhaltung der Luft, Radioaktive Schwebestoffe in Staub – Reinhaltung der Luft mit dem englischen Untertitel Air Quality Control geändert. Seit 1996 erscheint die Zeitschrift unter ihrem aktuellen Titel. Der englische Untertitel blieb unverändert. Damit sollte dem Umstand Rechnung getragen werden, dass Staub nicht mehr Schwerpunkt der Berichterstattung war.